# 王朝交替說
王朝交替說是認為日本在古墳時代存在數個王朝交替的學說，最早在1952年由水野祐提出。
對於第二次世界大戰前日本政府宣稱的天皇萬世一系概念的批判和懷疑，水野祐提出了王朝交替說，認為日本在古墳時代存在三個不同的王朝互相更替。受到江上波夫騎馬民族征服王朝說的影響，水野祐將崇神天皇定為皇統的起點。
岡田英弘和鳥越憲三郎也提出了不同的王朝交替說。

## 水野祐「三王朝交替說」
水野祐認為，古墳時代先後存在三個不同的王朝：
- 崇神王朝（三輪王朝），位於大和國的三輪地方（三輪山麓）。此時期的天皇和皇族名字中多含有「イリヒコ」或「イリヒメ」。
- 應神王朝（河內王朝），位於河內國。此時期的天皇和皇族名字中多含有「ワケ」。倭五王屬於這個王朝。
- 繼體王朝（近江王朝）。來自近江國和越前國的豪族繼體天皇征服了應神王朝。

## 岡田英弘的「王朝交代說」
- 河內王朝
- 播磨王朝
- 越前王朝

## 鳥越憲三郎之說
鳥越憲三郎則認為欠史八代天皇真實存在，並將他們列為葛城王朝的君主。葛城王朝後被崇神王朝滅亡。